# Mesoleius peronatus
Mesoleius peronatus är en stekelart som först beskrevs av Marshall 1876.  Mesoleius peronatus ingår i släktet Mesoleius och familjen brokparasitsteklar. Inga underarter finns listade i Catalogue of Life.